# Kako (1925)
Kako (加古) byl první těžký křižník japonského císařského námořnictva třídy Furutaka. Byl dokončen v červenci 1926 jako druhá a poslední jednotka třídy Kako, která byla později přejmenována na třídu Furutaka. V období od července 1936 až do prosince 1937 byl křižník výrazně přestavěn: dostal novou výzbroj, kotle, systém řízení palby a protitorpédovou obšívku.
Kako sloužil spolu se svojí sesterskou lodí Furutaka a obě jednotky se společně zúčastnily první fáze druhé světové války v Tichomoří. Na začátku druhé světové války podporoval Kako obsazení Guamu, druhý pokus o vylodění na atolu Wake, vylodění v Rabaulu a v Lae a Salamaua. Počátkem května 1942 podporoval vylodění na Tulagi a koncem bitvy v Korálovém moři kryl ústup japonského konvoje. V srpnu 1942 se Kako zúčastnil bitvy u ostrova Savo, ve které se Japoncům podařilo potopit čtyři spojenecké těžké křižníky. Druhý den ráno byl ale při návratu Kako torpédován a potopen ponorkou USS S-44.

## Popis
Po dokončení nesl Kako šest 200mm kanónů typu 3. roku v jednohlavňových nepravých dělových věžích v ose plavidla: po třech na přídi a zádi lodě, přičemž prostřední věž v každé trojici byla vyvýšená.
V období od července 1936 až do prosince 1937 byl Kako rekonstruován. Původní 200mm kanóny byly nahrazeny za 203,2mm kanóny typu 3. roku ve třech dvouhlavňových dělových věžích.

## Služba
Když se japonská 6. divize křižníků (4 těžké křižníky bez eskorty) vracela z bitvy u ostrova Savo na základnu v Kaviengu, napadla ji dne 10. srpna 1942 u ostrova Simbari americká ponorka S-44 a vypálila proti křižníku Kako čtyři torpéda, tři z nich zasáhla v 7:08 cíl. Kako se převrátil na pravobok a v 7:15 se přídí napřed potopil zhruba v pozici 2° 28´ j. š., 152° 11´ v. d. Americká ponorka přežila útok hlubinnými náložemi a unikla. Navzdory rychlosti potopení byly ztráty posádky nízké, zahynulo 34 námořníků. Většinu posádky, včetně velitele, zachránily těžké křižníky Aoba, Furutaka a Kinugasa hned po potopení. Několik trosečníků vzal na palubu ještě následujícího dne torpédoborec Uzuki, který na místo připlul z Rabaulu.
Dne 15. září 1942 byl Kako vyškrtnut ze seznamu lodí japonského císařského námořnictva.